# Résolution 393 du Conseil de sécurité des Nations unies
Membres permanents
- Chine
- États-Unis
- France
- Royaume-Uni
- URSS

Membres non permanents
- Bénin
- Guyana
- Italie
- Japon
- Libye
- Pakistan
- Panama
- Roumanie
- Suède
- Tanzanie

Résolution no 392 Résolution no 394
La résolution 393 du Conseil de sécurité des Nations unies est adoptée le 30 juillet 1976.
Après une lettre d'un représentant de la Zambie, le Conseil condamne une attaque de l'Afrique du Sud sur le territoire zambien, entraînant la destruction de biens et des pertes de vies. La résolution exprime ensuite son inquiétude face à l'occupation et à l'utilisation du Sud-Ouest africain par l'Afrique du Sud comme base pour attaquer les pays africains voisins, et déclare que la poursuite de cette situation constituerait une menace à la paix et à la sécurité internationales.
Le Conseil conclut que l'attaque constitue une violation de l'intégrité territoriale, de l'indépendance et de la souveraineté de la Zambie. Il réitère son soutien au peuple namibien et aux pays qui soutiennent sa cause, ainsi qu'à la suppression de l'apartheid qui serait « nécessaire à l'instauration de la justice et d'une paix durable dans la région ». La résolution déclare également que si de nouvelles attaques se produisent, le Conseil décidera des mesures appropriées pour y répondre conformément à la Charte des Nations unies.
La résolution, également soutenue par le Zaïre, est adoptée par 14 voix contre zéro, avec une abstention des États-Unis.
Quelques jours avant la réunion, la Zambie condamne l'Afrique du Sud pour avoir mené des attaques sur son territoire qui ont fait 24 morts et 45 blessés. Le pays accuse également l'Afrique du Sud d'avoir bombardé un village près de la frontière avec l'Angola et le Sud-Ouest africain, le long du Zambèze. L'Afrique du Sud nie ces allégations, affirmant qu'elle « n'autoriserait et n'autoriserait à aucun moment des attaques contre des villages zambiens ». Le pays critique également le Conseil de sécurité pour avoir prononcé des condamnations sans dialogue : « Nous avons besoin de communication. Nous n'avons pas besoin d'exacerbation », selon le représentant sud-africain Pik Botha.